# Lý Trường Xuân
Lý Trường Xuân (sinh tháng 2 năm 1944) là một chính trị gia, nhà lãnh đạo cấp cao đã nghỉ hưu của Đảng Cộng sản Trung Quốc (CPC). Ông từng giữ chức vụ Ủy viên Ban Thường vụ Bộ Chính trị Đảng Cộng sản Trung Quốc, cơ quan thực quyền cao nhất tại Trung Quốc; Chủ nhiệm Ủy ban Chỉ đạo Kiến thiết Văn minh Tinh thần Trung ương Đảng Cộng sản Trung Quốc từ năm 2002 tới năm 2012. Trước khi trở thành thành viên thứ tám trong Ban Thường vụ Bộ Chính trị, ông từng đảm nhiệm chức vụ Tỉnh trưởng Chính phủ Nhân dân tỉnh Liêu Ninh, Bí thư Tỉnh ủy Hà Nam và Ủy viên Bộ Chính trị kiêm Bí thư Tỉnh ủy Quảng Đông. Sau Đại hội Đảng Cộng sản Trung Quốc lần thứ 18 được tổ chức tháng 11 năm 2012, Lý Trường Xuân nghỉ hưu.

## Tiểu sử
Lý Trường Xuân sinh tháng 2 năm 1944 tại Đại Liên, tỉnh Liêu Ninh. Ông gia nhập Đảng Cộng sản Trung Quốc tháng 9 năm 1965. Năm 1966, ông tốt nghiệp chuyên ngành tự động hóa doanh nghiệp công nghiệp Khoa công trình máy điện Đại học Công nghiệp Cáp Nhĩ Tân, với học lực Đại học, kỹ sư.
Từ năm 1968 đến năm 1975, Lý Trường Xuân là kỹ thuật viên Nhà máy công tắc thành phố Thẩm Dương tỉnh Liêu Ninh. Năm 1975 đến 1980, ông giữ chức Phó Chủ nhiệm Ủy ban Cách mạng, Ủy viên thường vụ Đảng bộ Công ty công nghiệp đồ điện thành phố Thẩm Dương tỉnh Liêu Ninh, Phó Giám đốc, Giám đốc, Phó Bí thư Đảng bộ Công ty công nghiệp thiết bị điều khiển đồ điện thành phố Thẩm Dương.
Từ năm 1980 đến 1981, ông là Phó Giám đốc, Phó Bí thư Đảng bộ Sở công nghiệp cơ điện thành phố Thẩm Dương tỉnh Liêu Ninh.
Năm 1981, Lý Trường Xuân là Phó Tổng thư ký Thành ủy Thẩm Dương tỉnh Liêu Ninh. Năm 1982, ông nhậm chức Phó Thị trưởng kiêm Chủ nhiệm Ủy ban kinh tế thành phố Thẩm Dương.
Tháng 4 năm 1983, ở tuổi 39, Lý Trường Xuân được bổ nhiệm làm Bí thư Thành ủy, Thị trưởng thành phố Thẩm Dương, tỉnh Liêu Ninh, trở thành thị trưởng trẻ tuổi nhất và là bí thư của một thành phố lớn của Thẩm Dương, tỉnh lỵ của tỉnh Liêu Ninh. Năm 1982, Lý Trường Xuân được bầu làm Ủy viên dự khuyết Ban Chấp hành Trung ương Đảng Cộng sản Trung Quốc ở tuổi 38. Tháng 6 năm 1985, nhậm chức Phó Bí thư Tỉnh ủy Liêu Ninh kiêm Bí thư Thành ủy Thẩm Dương. Tháng 7 năm 1986, ông được được chỉ định làm Phó bí thư Tỉnh ủy, quyền Tỉnh trưởng tỉnh Liêu Ninh.
Tháng 3 năm 1987, Lý Trường Xuân chính thức được bầu giữ chức vụ Phó bí thư Tỉnh ủy, Tỉnh trưởng Chính phủ Nhân dân tỉnh Liêu Ninh.
Tháng 7 năm 1990, Lý Trường Xuân được điều động giữ chức vụ Phó Bí thư Tỉnh ủy, quyền Tỉnh trưởng Chính phủ Nhân dân tỉnh Hà Nam. Tháng 1 năm 1991, ông chính thức được bầu làm Tỉnh trưởng Chính phủ Nhân dân tỉnh Hà Nam.
Tháng 12 năm 1992, Lý Trường Xuân được bổ nhiệm giữ chức Bí thư Tỉnh ủy Hà Nam. Tháng 4 năm 1993, ông được bầu kiêm nhiệm chức vụ Chủ nhiệm Ủy ban Thường vụ Nhân đại tỉnh Hà Nam.
Tháng 9 năm 1997, tại Đại hội Đảng Cộng sản Trung Quốc lần thứ 15, Lý Trường Xuân được bầu làm Ủy viên Bộ Chính trị Đảng Cộng sản Trung Quốc. Tháng 3 năm 1998, Lý Trường Xuân được phân công giữ chức vụ Bí thư Tỉnh ủy Quảng Đông.
Tháng 11 năm 2002, tại Đại hội Đảng Cộng sản Trung Quốc lần thứ 16, Lý Trường Xuân được bầu làm Ủy viên Ban Thường vụ Bộ Chính trị Đảng Cộng sản Trung Quốc, Chủ nhiệm Ủy ban Chỉ đạo Kiến thiết Văn minh Tinh thần Trung ương Đảng Cộng sản Trung Quốc.
Tháng 10 năm 2007, tại Đại hội Đảng Cộng sản Trung Quốc lần thứ 17, ở tuổi 63, Lý Trường Xuân được bầu tái đắc Ủy viên Thường vụ Bộ Chính trị, tiếp tục được phân công làm Chủ nhiệm Ủy ban Chỉ đạo Kiến thiết Văn minh Tinh thần Trung ương Đảng.

## Gia đình
Lý Trường Xuân kết hôn với Trương Thục Anh (张淑英), là một kỹ sư.